# 観音寺 (岐阜県揖斐川町)
観音寺（かんのんじ）は、岐阜県揖斐郡揖斐川町春日中山にある曹洞宗の寺院。山号は施無畏山。大垣戸田家ゆかりの寺院。

## 沿革
養和元年（1181年）に天台宗の寺院、元正庵として現在地より山よりの場所に開かれた。弘安年間に現在地の東隣に移転する。
戦国時代後期には無住となり、仏像も持ち出されて荒廃した。
慶長5年（1600年）、関ヶ原の戦いに敗れた小西行長がこの寺に潜伏していたが、竹中重門により捕縛されたと伝わる。
慶長6年（1601年）には種本村から千手観音、大日如来及び釈迦如来の像が移され、安置される。
正保年間、大垣藩主戸田家初代戸田氏鉄の妹で本多正勝の正室であったおさいが眼病を患った際に中山の観音に帰依せよという霊夢により、当寺を訪れ完治したといわれる。
慶安元年（1648年）、荒廃した元正庵を戸田氏信が再興し、大乗寺25世白峰玄滴を勧請開山として曹洞宗に改め、普門山観音寺と名付けた。
その後、万治年間におさいは自らが建立した栄春院にこの観音像を移して別の観音像を本尊として観音寺に納め、現在の本尊となっている。
享保18年（1733年）に焼失した際は、当時の藩主戸田氏長により復興された。
万延元年（1860年）再び焼失し、戸田家10代戸田氏彬により再建されて山号を施無畏山に改め、今日に至っている。